# 桂阿か枝
桂 阿か枝（かつら あかし、1971年6月2日 - ）は、兵庫県明石市出身の落語家。本名は岸本 浩一。

## 来歴・人物
明石市立人丸小学校、明石市立大蔵中学校、白陵高校、岡山大学農学部卒業後、1996年4月に桂文枝に入門。文枝の最後の弟子。高座名の由来は、明石市出身者であることから。師匠ゆずりの安定した語り口が身上。上方落語協会会員。
今では地元明石市などで小学生たちに落語勉強会などを開催している。

## 受賞歴
- 2006年 第43回なにわ芸術祭「新進落語家競演会」奨励賞
- 2009年 第46回なにわ芸術祭「新進落語家競演会」新人賞
- 2021年 第16回繁昌亭大賞奨励賞